# Oziotelphusa hippocastanum
Oziotelphusa hippocastanum là một loài động vật giáp xác trong họ Gecarcinucidae. Chúng là loài đặc hữu của Sri Lanka. Môi trường sống tự nhiên của chúng là vùng đất thấp, ẩm như rừng, đầm lầy và sông nhiệt đới hoặc cận nhiệt đới.
Loài này đang bị đe dọa do mất môi trường sống.